# ویوز آدیو
وِیوز آئودیو (Waves Audio Ltd) یکی از پیشگامان صنعت صدای حرفه ایست که به ساخت افکت های صوتی، پردازنده، نرم‌افزار، سینتی سایزر و دیگر ابزارآلات پردازش دیجیتال سیگنال مشغول است. ویوز در سال ۲۰۱۱ موفق به دریافت جایزه گرمی فنی شد. تولید کنندگان بزرگ موسیقی نظیر استیون ویلسون و اینفکتد ماشروم از مصرف کنندگان این کمپانی هستند.